# Seoce (Nova Kapela)
Seoce is een plaats in de gemeente Nova Kapela in de Kroatische provincie Brod-Posavina. De plaats telt 375 inwoners (2001).